# Chiesa di San Biagio (Sant'Agnello)
La chiesa di San Biagio è una chiesa ubicata a Sant'Agnello.

## Storia
La chiesa fu costruita nel 1633 per volontà dei cittadini dei rioni di Iommella Grande e Iommella Piccola ed era di patronato delle famiglie Castellano e Fiodo che ne detenevano il patronato: fu originariamente dedicata alla Madonna delle Grazie; durante una visita pastorale fu accuratamente descritta dal vescovo Giuseppe Giustiniani nel 1888.
A seguito del terremoto dell'Irpinia del 1980 subì numerosi danni che resero necessari interventi di restauro, realizzati nel 1985. Nel 2014 fu dichiarata inagibile. Nella controfacciata è posta la cantoria con organo a canne e nuovamente restaurata: la riapertura si ebbe il 28 gennaio 2023.

## Descrizione
Situata lungo il corso Italia, poco distante dal confine con Piano di Sorrento, la chiesa presenta una facciata a vela, in stile neogotico, con due lesene laterali: al centro è posto l'unico portale d'ingresso, sormontato da un finestrone, mentre all'apice del timpano è un orologio installato nel 1985.
Internamente, in stile barocco, è a navata unica con volta a botte decorata a stucco ritraenti motivi geometrici. Sul fondo è l'abside di forma rettangolare con altare maggiore in legno e altare preconciliare posto sulla parete di fondo, dove, in una nicchia, è la statua di San Biagio, opera di Raimondo Salzano del 1865, copia di una più antica irrimediabilmente danneggiata dall'umidità; in due nicchie laterali sono le statue della Madonna delle Grazie e di Sant'Antonino. Nella controfacciata è posta la cantoria con organo a canne.
Esternamente, lungo un muro laterale che affaccia sulla strada, in una nicchia, è posta una statua di San Biagio.